# レイモンド・コンデ
レイモンド・コンデ（Raymond Conde、1916年1月23日 - 2003年12月23日）は、日本で活躍したフィリピン人のジャズ・クラリネット奏者、ジャズ・シンガー。日本へ帰化後は吉場レイモンドとも。

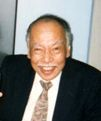
晩年のレイモンド・コンデ／深澤芳美 撮影

## 人物・来歴
大正時代にすでに貿易港として栄えていた横浜や神戸では、日本でありながらアメリカの船員達によって、ニューオリンズ・スタイルのジャズが演奏されるようになっていた。1922年3月、東京上野公園において「平和記念大博覧会」が開催され、「ミンストレル・ショー」が上演され、デキシー・ジャズも演奏された。このメンバーの中には、後に日本のジャズの黎明期を担い多くのジャズメンを育てたフィリピン人のコンデ三兄弟（ヴィディ、グレゴリオ、レイモンド）の長兄・ヴィディ・コンデ(Vide Conde)がいた。
長いスペインによる植民地支配を1899年に脱したものの、米西戦争の勝者であるアメリカにより新たに植民地支配を受けていた当時のフィリピンには、駐留するアメリカ人の官僚や軍人向けの遊興ホール・クラブが存在していた。そうしたホールやクラブではジャズが演奏されていたことから、フィリピンは、黎明期のデキシー・ラグタイム・ジャズバンドの洗礼を受けることになり、結果的にアジアの中では最も早くアメリカンスタイルのミュージシャン達が育成される環境にあった。
ヴィディ・コンデは日本に活躍の場を得ると弟達にも来日を勧めた。こうした中、レイモンド・コンデは1932年に来日し、松竹軽音楽団で活躍した。また1933年には留学生として早稲田大学国際部に入学した。そして在学中から演奏活動を行い、後に上海租界においてコンデ・トリオとしての名声を得ることになる。　　
戦前のジャズ黎明期には、演奏家の中であっても「ヒリ公」などと呼ばれて民族差別を受けた時代が存在した。しかしそうした時代にあっても、コンデは、スペイン・アメリカ両国の統治下で育まれたフィリピン人特有の器用さと音楽的センスをいかんなく発揮したのである。
昭和8年（1934年）末には、兵庫県尼崎・杭瀬地区に競っていた4軒のダンスホール（タイガー・尼ケ崎・パレス・キング）から集められた楽士による「四ホール連盟ダンスオーケストラ」というオナーバンド名でのレコーディングが大阪テイチク（帝国蓄音器商会）のレーベルで録音されている。この時のメンバーには、中沢寿士(tb)・ジミー原田(dr)・平川銀之助(bs)といった日本人もいたが、当時27歳にして監督指揮を担当したヴィディ・コンデを筆頭に、グレゴリオ(sx)、レイモンド(sx)(当時17歳)はもちろん、テオドロ・ジャンサリン(tb)、ジョニー・ハーボットル(gt&vc)、トニー・アレバロ(pf&ar)といったフィリピン楽士達もその一角を占めていた。
レイモンド・コンデの限りなく本物に近いサウンドとリズムは、秋吉敏子をはじめ多くの日本人ジャズメンに影響を与え、彼の優しい性格と知性から周囲から尊敬された偉大なジャズプレーヤーであった。戦時下の敵性音楽排除の迫害という苦難を乗り越え、レイモンドは、サッチモ同様のスタイルで、本場仕込みの英語の発音と甘い声で歌い、戦後の日本ジャズ界においていかんなくその才能を発揮した。戦後は飯山茂雄・ジョージ川口らと組み、ゲイ・クインテット、ゲイ・シックス、ゲイ・セプテット(Gay Septet)と編成に応じてバンド名は変わった。
また、日本人の妻、貞子（ていこ）と結婚して日本に帰化し、名を吉場(よしば)レイモンドした。歌手・俳優のビンボー・ダナオ(Bimbo Danao)とともに、戦後の日本で最も知られるフィリピン人となった。
2003年12月23日杉並区の病院にて永眠、87歳。追悼ミサは2004年1月23日カトリック上野毛教会にて行われた。喪主は妻、貞子が務めた。

### 受賞・栄誉歴
- 1981年 日本レコード大賞顕彰プレイヤー賞[2]
- 1987年 第3回日本ジャズボーカリスト大賞 特別賞（ジャズワールド紙主催）
- 1998年 芸能功労者表彰:クラリネット演奏家・ジャズ歌手 (芸団協)

## レイモンド・コンデと共演した主なミュージシャン
1936-
バッキー白片(sgt), フランシス・キーコ(Francis Quico)(pf)
1946-
飯山茂雄(dr), 角田孝(gt), 平岡精二(vb), ジョージ川口(dr), 小野満(b), 鈴木正(pf), 岡あさ子(vo)
1954-ゲイ・セプテット,  ナンシー梅木(vo),  宮美子(vo), マーサ三宅(vo),松尾和子(vo), 蓮見芳男(gt), 内田晃一(vb), 狩野猛（b）, 大野喬（dr）, 三戸部純一(dr), 松木悠(pf), 尾田悟(sx), 原田忠幸(bs)（ジミー原田の次男だが、駆け出し時レイモンドにクラリネットを教わった），白木秀雄(dr)
1969オールスターズ - 田辺昭; 海老原啓一郎; 松本英彦; 与田輝雄(sx), 小俣尚也; 東本安博(tb), 福原彰; 松本文男(tp), ジョージ川口(dr), 世良譲(pf), 小原重徳(b)
1970-
田丸淳一(pf), 鈴木基治(tp), 大橋高志(pf), 小沼洋伊智(b), 森田潔(pf),上野旬也(pf)

## 日本のジャズ界で活動するフィリピン人ミュージシャン
- ジェイク・コンセプション(Jake H. Conception(as))
- ロアナ・シーフラ(Lorna Cifra(vc) 2-time Aliw Awardee as Best Jazz Artist International based abroad, Philippines)[4]
- マリア・エヴァ(Maria Eva Livelo(vc))[5]
- チャリート(Charito(vc))[6]
- マリーン(Marlene Pena Lim(vc))